# إسمسيل (تسقي)
إسمسيل هي إحدى مشيخات المملكة المغربية، تتبع جغرافيا لإقليم أزيلال وإداريًا لتسقي. يقدر عدد سكانها بـ 1240 نسمة حسب الإحصاء الرسمي للسكان والسكنى لسنة 2004.